# Josep Mir i Bagó
|  | Per a altres significats, vegeu «Josep Mir». |

Josep Mir i Bagó (Vall de Bianya, Garrotxa, 26 de març de 1954) és un jurista i polític català, diputat al Parlament de Catalunya en la IV Legislatura 
Es llicencià en Dret a la Universitat Autònoma de Barcelona el 1997 i es doctorà en Dret a la Universitat Pompeu Fabra el 1991. Com a docent, ha estat professor ajudant i associat de Dret Administratiu a la UAB el 1977-1991 i és professor titular de Dret Administratiu a la Universitat Pompeu Fabra des del 1992.
Políticament, milità al Partit dels Socialistes de Catalunya des del 1975. A les primeres eleccions municipals fou elegit regidor de la Vall de Bianya (1979-1983). Després fou secretari general de la Federació de Municipis de Catalunya (1981-1991). Fou elegit diputat per la província de Barcelona a les eleccions al Parlament de Catalunya de 1995 dins les llistes del PSC-PSOE. El 2003-2004 fou secretari general de Política Territorial i Obres Públiques i membre de la Comissió de transparència i bon govern. Posteriorment ha estat nomenat president de l'empresa Túnel del Cadí SAC.

## Obres
- La reforma del règim local a Catalunya: especialment des de la perspectiva del sistema de competències (1991)
- El sistema español de competencias locales (1991) amb altres
- Evolució de l'autonomia municipal (1992-2002) (2002)